# Ivan Declercq
Ivan Declercq is een Belgisch journalist.

## Levensloop
Declercq ging in 1974 freelance aan de slag bij het dagblad Het Volk en het weekblad Spectator. Vanaf januari 1980 was hij journalist in vaste dienst bij diverse Vlaamse en Nederlandse kranten en tijdschriften, waaronder Brabants Nieuwsblad/De Stem, 24 uur, Panorama, Gazet van Antwerpen, Trends, Knack, Het Nieuwsblad en Tertio.
Van september 2005 tot maart 2018 was Declercq adviseur voor de Vlaamse Vereniging van Journalisten (VVJ). Hij was tevens lid van de Freelance Expert Group van de Europese Federatie van Journalisten. Hij adviseert voornamelijk freelancejournalisten.
Sins 2008 is Ivan Declercq gastdocent journalistiek bij diverse hogescholen in Vlaanderen en Brussel.